# BMW N43
BMW N43 — бензиновый двигатель внутреннего сгорания немецкого автоконцерна BMW, производство которого началось в 2007 году и закончилось в 2013 году. Пришёл на смену двигателю BMW N46. Заменён двигателем BMW N13.
В отличие от предшественника, расход топлива двигателя BMW N43 снижен на 23%. Автомобили с этим двигателем поставлялись не во все страны в связи с низким содержанием серы. Поэтому на некоторых рынках продавались автомобили с модернизированным двигателем BMW N46N.
В 2011 году начался выпуск преемника BMW N13, параллельно с которым двигатель BMW N43 выпускался до 2013 года.